# Anne-Kathrin Heier

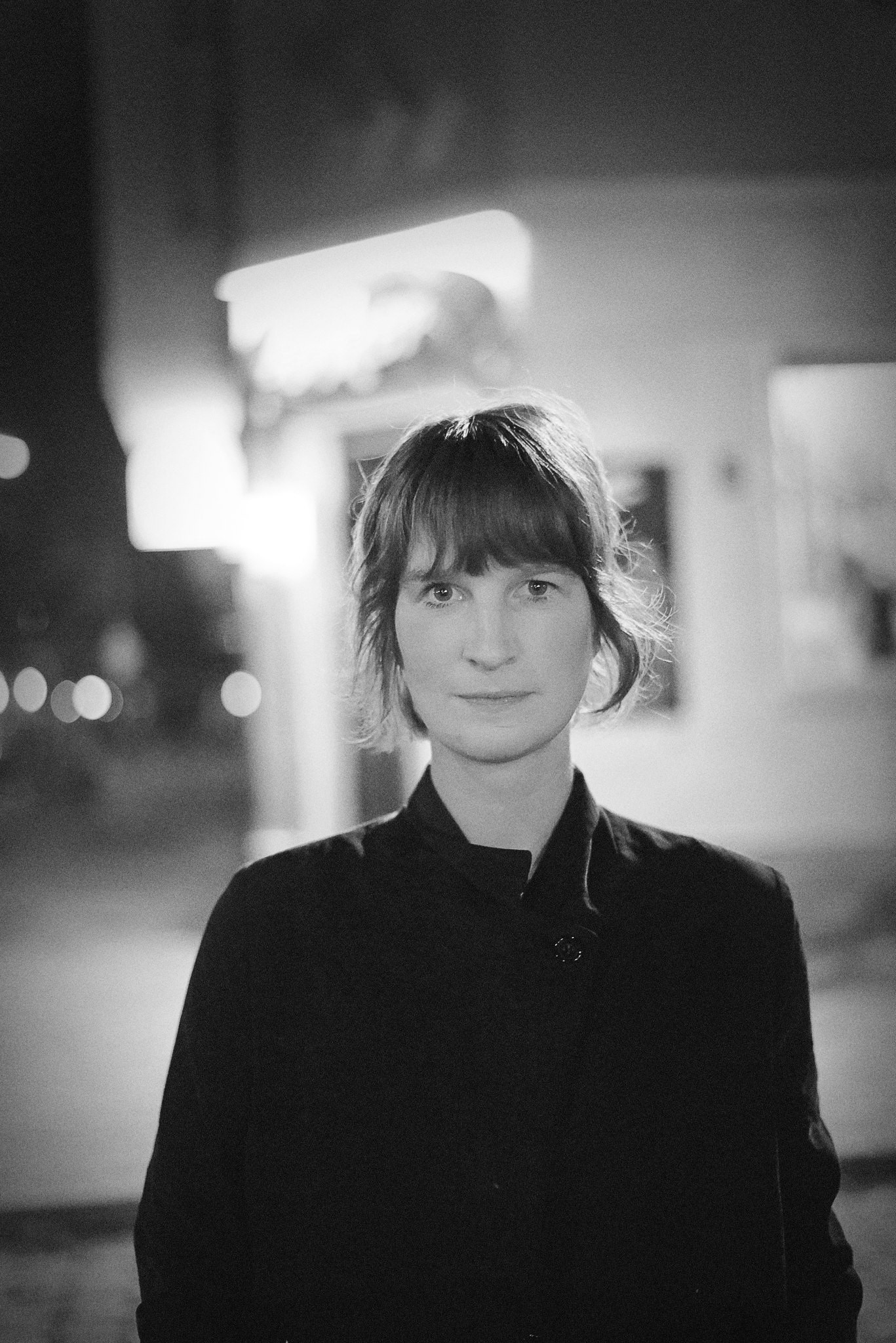
Anne-Kathrin Heier 2020

Anne-Kathrin Heier ist eine deutsche Autorin, Journalistin und Lektorin.

## Leben und Werk
Anne-Kathrin Heier studierte in Hildesheim Literarisches Schreiben und Kulturjournalismus, Kulturwissenschaften und Politik. Am Literaturinstitut unterrichtete sie auch später selbst im Bereich Journalismus (Reportage- und Hyperloker-Journalismus). Anschließend machte sie ein Volontariat beim Ammann Verlag und arbeitete danach als Lektorin für den Berlin Verlag.
Anne-Kathrin Heier erhielt zahlreiche Arbeits- und Aufenthaltsstipendien, die sie nutzte, um interdisziplinär mit internationalen Künstlerinnen und Künstlern neue Aufführungskonzepte für die Bühne zu entwickeln. Sie veröffentlichte eigene Texte in diversen Literaturzeitschriften und Anthologien und wurde mit ihrem Text Ichthys zu den Tagen der deutschsprachigen Literatur in Klagenfurt 2014 eingeladen. Sie erhielt dort zwar keinen Preis, ihre Lesung wurde aber von der Zeit als bemerkenswertes Ereignis in einem ansonsten eher braven Wettbewerb beschrieben. Ihr Text habe sprachliche und gesellschaftliche Ordnungskategorien aufgehoben und diese Auflösung im Text selbst nachvollzogen.
Zuletzt erschien ihre erste Oper Pepita Lunarium in Zusammenarbeit mit dem Komponisten Matej Bonin, die im September 2021 an der Oper Köln uraufgeführt wurde.
Seit Beginn des Jahres 2022 ist Anne-Kathrin Heier Chefredakteurin des Online-Magazins Edition F, das sich für Gleichberechtigung in den Bereichen Wirtschaft, Gesellschaft und Politik einsetzt.

## Veröffentlichungen
- Oper: Pepita Lunarium, Oper Köln, Uraufführung 18. September 2021
- Drehbuch: 1000 Smiles per Hour, 2019/2020
- Drehbuch: Mitautorenschaft an dem Kunstfilm Oilfields Mines Hurricanes (Premiere 2013).
- Bühne: Pivot Project – Kontrabass und Literatur, Untersuchung von Bezügen zwischen den klassischen Formaten Lesung und Konzert.
- Ingeborg-Bachmann-Wettbewerb, Klagenfurter Texte, Ichthys, 2015
- Journalismus: Portfolio Edition F, 2023

## Auszeichnungen
- 2017 Stipendium der Akademie Schloss Solitude: Performing Space (mit Simone Ruess)
- 2014 Finalistin beim Ingeborg-Bachmann-Preis
- 2013 Gargonza-Arts-Award
- 2012 Stipendiatin der Akademie Schloss Solitude[6]
- 2010 Stipendiatin des Berliner Senats
- 2010 New York Stipendium | Chelsea Hotel
- 2009 Aufenthaltsstipendium im Künstlerdorf Schöppingen
- 2008 Stipendiatin des Literarischen Colloquiums Berlin